# Polje Ozaljsko
Polje Ozaljsko is een plaats in de gemeente Ozalj in de Kroatische provincie Karlovac. De plaats telt 324 inwoners (2001).